# Hanna Chrzanowska

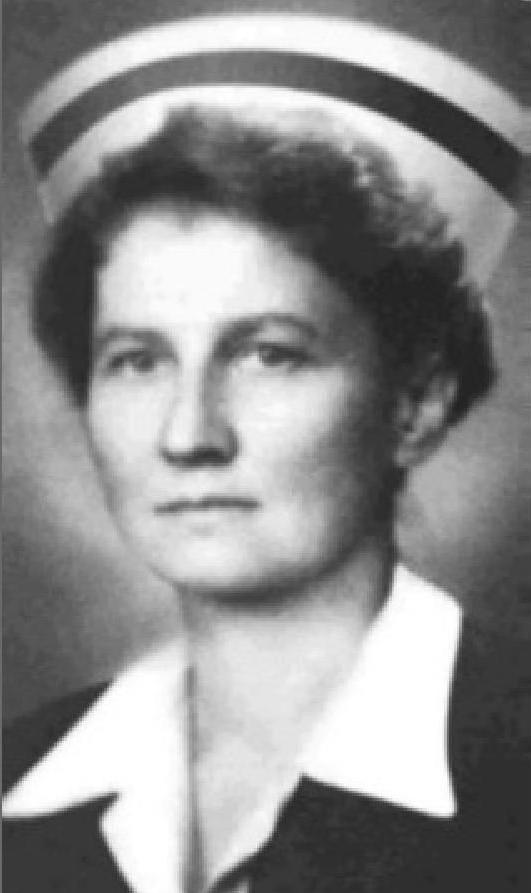
Hanna Helena Chrzanowska (1902–1973)

Hanna Helena Chrzanowska (* 7. Oktober 1902 in Warschau, damals Russisches Kaiserreich; † 29. April 1973 in Krakau, Polen) war eine römisch-katholische Krankenschwester polnischer Nationalität, die in der katholischen Kirche als Selige verehrt wird. Ihr Gedenktag in der Liturgie ist der 28. April.

## Leben
Hanna wurde am 7. Oktober 1902 in Warschau als Tochter des Literaturwissenschaftlers Ignacy Chrzanowski und der Wanda Szlenkier geboren. Die Eltern führten eine konfessionsverschiedene Ehe und die Familie für ihr caritatives Engagement bekannt. Auch ihre Großeltern mütterlicherseits und ihre Tante zeigten Engagement im Sozial- und Gesundheitswesen. 
Seit ihrer Kindheit litt Hanna an Atemwegserkrankungen verbrachte viel Zeit in Krankenhäusern und Sanatorien, um sich zu erholen. Schon als Kind sorgte sich Hanna um Kranke und Bedürftige in ihrer Umgebung.
1910 zog die Familie von Warschau nach Krakau um. Dort besuchte Hanna das Ursulinen-Gymnasium und schloss es mit Auszeichnung ab. Während der Oktoberrevolution 1917 kümmerte sie sich um verwundete Soldaten und nahm 1920 ein Studium an der Krankenpflegeschule in Warschau auf. 
In den 1920er Jahren erlitt sie eine Armverletzung und musste sich einer Operation unterziehen. Bevor sie in die Krankenpflegeschule aufgenommen wurde, arbeitete sie sechs Monate lang freiwillig in einer Klinik, wurde aber mit buchhalterischen Aufgaben betraut, die ihr nicht gefielen, denn sie wollte bei den Menschen sein. 1925 erhielt sie ein Stipendium für eine Krankenpflegeschule in Frankreich und arbeitete später als Krankenschwester mit den Mitgliedern des US-Roten Kreuzes in einer Zeit, in der der Beruf nicht so angesehen war. Chrzanowska reiste auch nach Belgien, um den dortigen Krankenpflegeberuf als Teil ihrer Ausbildung zu beobachten, um mehr Erfahrung und ein breiteres Wissen über die Tätigkeiten in der Krankenpflege zu erlangen. 
Während ihrer Zeit als Krankenschwester wurde sie in ihrer Heimat zu einer führenden Koryphäe auf diesem Gebiet. Von 1926 bis 1929 war Chrzanowska Dozentin an der Universitätsschule für Krankenschwestern und Hygieniker in Krakau und war von 1929 bis 1939 auch Herausgeberin der Monatszeitschrift „Krankenschwester in Polen“. Sie half auch bei der Gründung des katholischen Verbandes der polnischen Krankenschwestern im Jahr 1937.

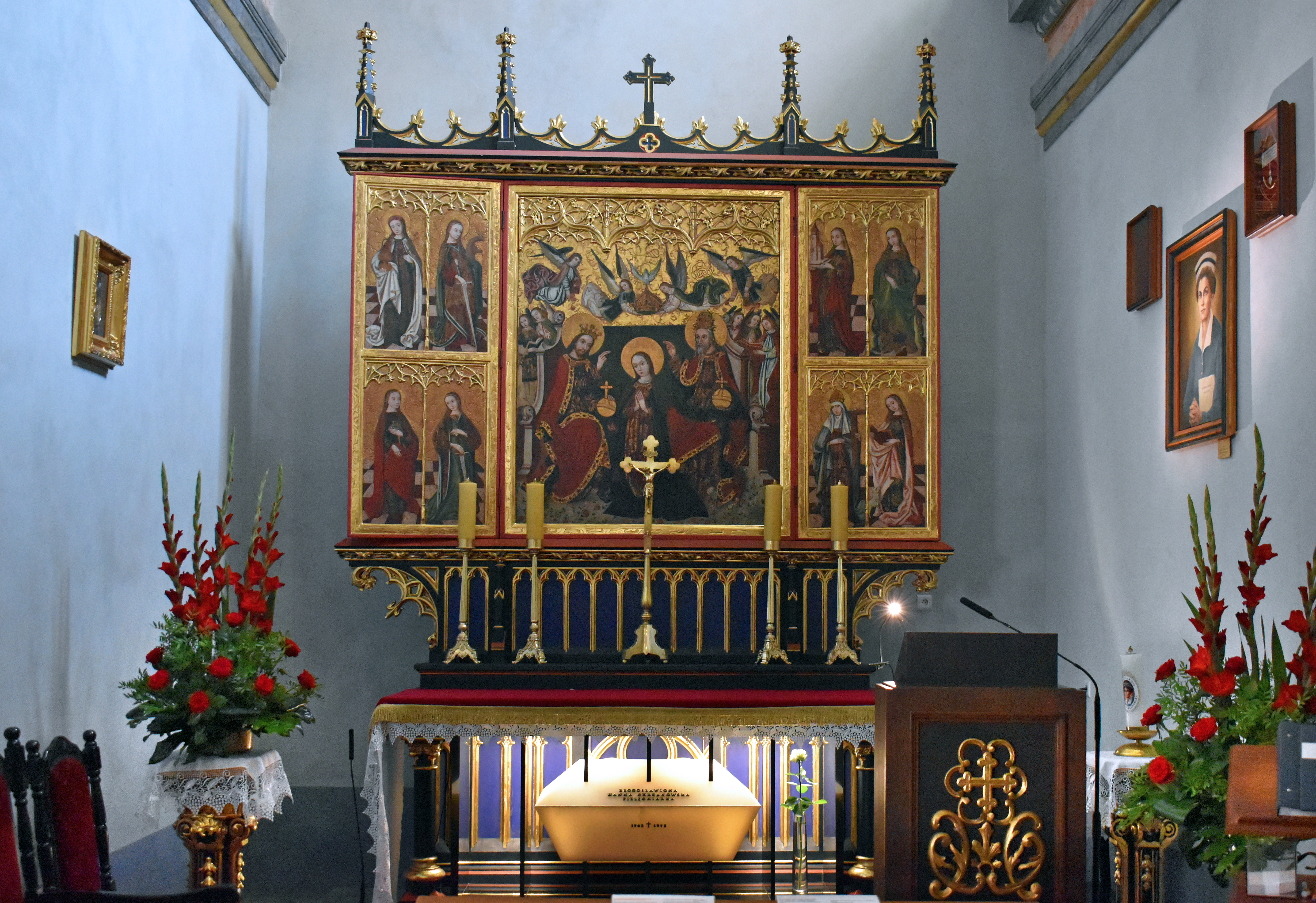
Sarkophag, Nikolauskirche (Krakau)

Sie wurde als Oblatin auch Mitglied des Benediktinerordens und strebte danach, in der benediktinischen Spiritualität ihren Glauben mit ihrer Arbeit zu verbinden.
Während des Zweiten Weltkriegs verlor sie 1940 ihren Vater, der bei der „Sonderaktion Krakau“ im KZ Sachsenhausen ums Leben kam, und Bruder Bogdan, der durch sowjetische Soldaten beim Massaker von Katyn ums Leben kam. Als der Krieg weiterging, organisierte sie Krankenschwestern für die häusliche Pflege in Warschau und half bei der Versorgung und Umsiedlung von Flüchtlingen. Nach Kriegsende wurde sie Leiterin eines Pflegeheims, wo sie sich um Verwaltungsaufgaben kümmerte, Bewohner betreute und mit Krankenpflegeschülern arbeitete. 
Chrzanowska arbeitete auch als Direktorin der Schule für psychiatrische Krankenpflege in Kobierzyn, bis die Kommunisten sie schlossen. Nach einiger Zeit widmete sie sich der Pflege von Armen und Vernachlässigten in ihrem eigenen Gemeindegebiet.
Als Anerkennung ihres caritativen Engagements erhielt Hanna Chrzanowska im Jahr 1965 die Medaille Pro Ecclesia et Pontifice, und im Jahr 1971 den Orden Polonia Restituta.
Im Jahr 1966 wurde bei ihr Krebs diagnostiziert. Trotz mehrerer Operationen breitete sich die Krankheit aus. Franciszek Macharski, damals Regens des Priesterseminars und späterer Erzbischof von Krakau und Kardinal, spendete ihr am 12. April 1973 das Sakrament der Krankensalbung. Chrzanowska erlag der Krankheit am 29. April 1973 um 4:00 Uhr morgens in ihrer Wohnung. Der Erzbischof von Krakau, Kardinal Wojtyła – der spätere Papst Johannes Paul II. – feierte ihre Beerdigung am 2. Mai 1973.

## Seligsprechung
Der Prozess der Seligsprechung begann 1997 mit dem Informativprozess auf Diözesanebene in Krakau. 
Papst Franziskus erklärte sie am 30. September 2015 mit dem Dekret über ihre heroischen Tugenden zur „Ehrwürdigen Dienerin Gottes“. Nachdem im Juli 2017 ein Wunder auf ihre Fürsprache anerkannt wurde, wurde Hanna Chrzanowska am 28. April 2018 in Krakau seliggesprochen.

## Gedenktag
Ihr Gedenktag in der Liturgie der Kirche ist der 28. April.